# Kimura Arava
Kimura Arava (Hirosima, 1931. július 8. – 2007. február 21.) japán válogatott labdarúgó.

## Nemzeti válogatott
A japán válogatottban 6 mérkőzést játszott, melyeken 1 gólt szerzett.

## Statisztika
| Japán válogatott | Japán válogatott | Japán válogatott |
| Időszak          | Mérk.            | gól              |
| ---------------- | ---------------- | ---------------- |
| 1954             | 2                | 0                |
| 1955             | 4                | 1                |
| Összesen         | 6                | 1                |